# ゴンサロ・ベルドゥ
ゴンサロ・カイセド・ベルドゥ（Gonzalo Cacicedo Verdú、1988年10月21日 - ）は、スペイン・カルタヘナ出身のサッカー選手。FCカルタヘナ所属。ポジションはディフェンダー。

## クラブ経歴
ムルシア州のカルタヘナで生まれ、キャリア初期はスペイン下部リーグのアマチュアクラブを渡り歩いた。2010-11シーズンにアルバセテ・バロンピエでようやくプロデビューを果たした。
2017年、当時3部リーグに在籍していたエルチェCFに移籍した。エルチェでは初年度からレギュラーに定着。2019-20シーズンには1部降格を成し遂げ、自身初の1部挑戦が決まった。
2023年7月10日、生まれ故郷のクラブであるFCカルタヘナへ復帰し、2年契約を結んだ。